# Unit load device

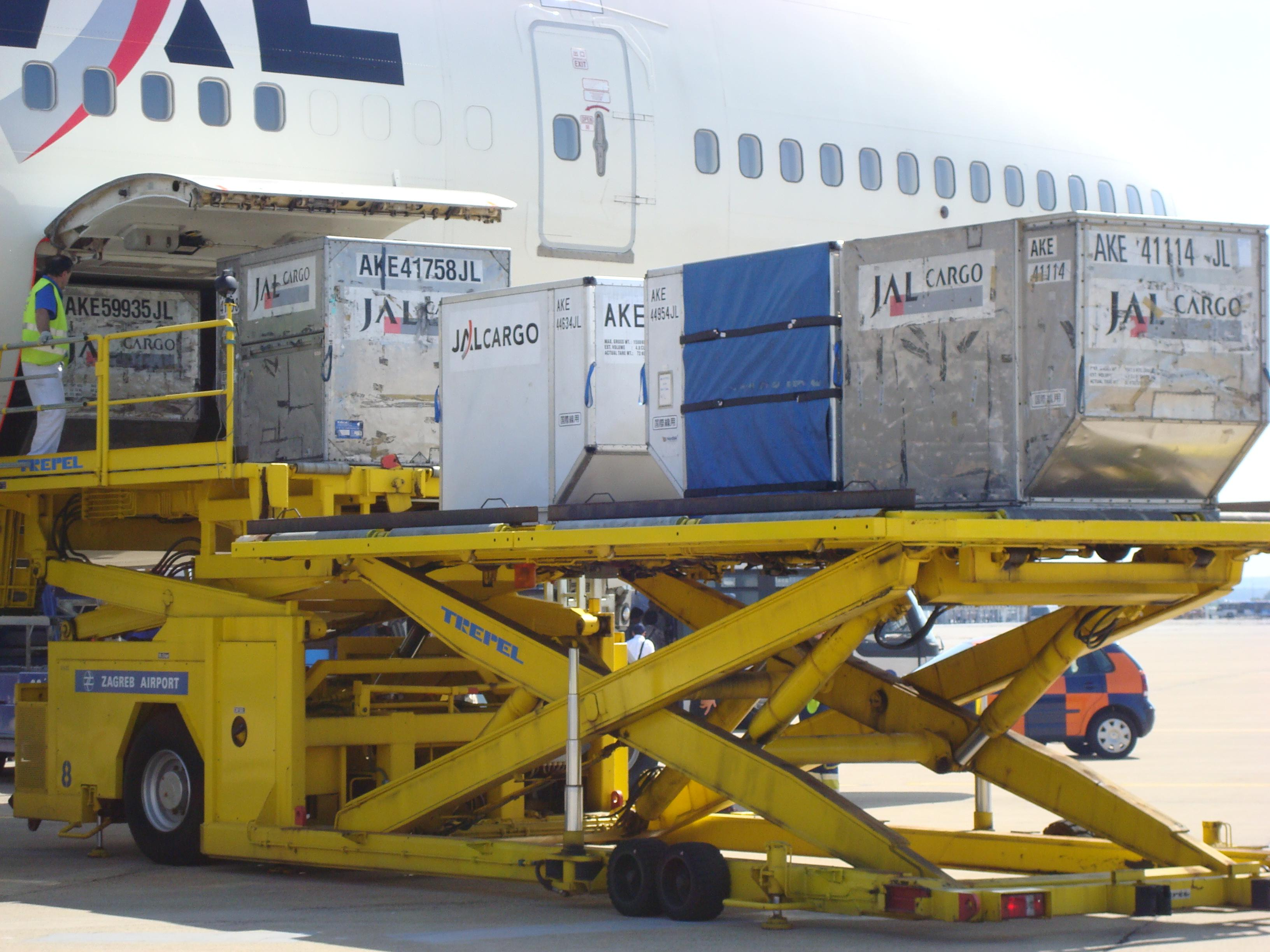
Het uitladen van LD3-containers uit een Boeing 747.

Een unit load device (ULD) is een pallet of container die gebruikt wordt om vracht te vervoeren in widebody-vliegtuigen en sommige narrow-body vliegtuigen. Grote hoeveelheden vracht kunnen hiermee gebundeld worden, zodat men minder tijd kwijt is aan het (uit)laden van het vliegtuig.

## Varianten
ULD's komen in twee vormen voor: pallets en containers. ULD-pallets zijn robuuste platen van aluminium met haken waaraan een bagagenet kan worden vastgemaakt. ULD-containers zijn gesloten kisten van aluminium of een combinatie van aluminium (frame) en kunststof (wanden). Afhankelijk van de te vervoeren goederen heeft de container een ingebouwde koeling. De containers zijn onderaan meestal minder breed, zodat ze dichter tegen de romp van het vliegtuig geplaatst kunnen worden. Onderstaande tabel geeft een overzicht van de meest voorkomende varianten en hun eigenschappen.